# Mỏ Cày (huyện)
Mỏ Cày là một huyện cũ thuộc tỉnh Bến Tre, Việt Nam.
Huyện được biết đến với truyền thống chống giặc ngoại xâm, với 3 xã Định Thủy, Phước Hiệp, Bình Khánh là quê hương của phong trào Đồng khởi.

## Địa lý
Huyện Mỏ Cày nằm ở phía tây nam tỉnh Bến Tre, có vị trí địa lý:
- Phía đông giáp huyện Giồng Trôm (qua sông Hàm Luông) và huyện Thạnh Phú
- Phía tây giáp tỉnh Vĩnh Long (qua sông Cổ Chiên) và huyện Chợ Lách
- Phía nam giáp tỉnh Trà Vinh qua sông Cổ Chiên
- Phía bắc giáp thị xã Bến Tre và huyện Châu Thành qua sông Hàm Luông.

Huyện có diện tích 354,08 km², dân số năm 2009 là 276.049 người, mật độ dân số đạt 780 người/km². Đây là huyện đông dân nhất tỉnh Bến Tre lúc bấy giờ.

## Lịch sử
Thời chúa Nguyễn, Mỏ Cày nằm trong tổng Tân An, châu Định Viễn. Khi Gia Long lên ngôi (1802), tổng Tân An được thăng lên thành huyện, mỗi cù lao trở thành một tổng (cù lao Minh thành tổng Tân Minh, cù lao Bảo thành tổng An Bảo) thuộc phủ Định Viễn.
Năm 1832, huyện Tân An được thăng thành huyện và đổi tên thành phủ Hoằng An thuộc trấn Vĩnh Thanh. Tổng Tân Minh thăng thành huyện Tân Minh và tổng An Bảo thăng làm huyện Bảo An. Phần đất của Mỏ Cày ngày nay thuộc huyện Tân Minh.
Đến năm 1837, phủ Hoằng An (phần trên cù lao Minh) chia thành hai huyện: Tân Minh, lỵ sở đặt tại Ba Vát và Duy Minh, lỵ sở đặt tại Cái Quao. Phần đất của Mỏ Cày ngày nay tương ứng với 7 tổng của cù lao Minh trong số 10 tổng lúc bấy giờ.
Năm 1867, Pháp chia cù lao Bảo và cù lao Minh (của tỉnh Vĩnh Long cũ) thuộc tham biện Hoằng Trị, lỵ sở đặt tại Mỏ Cày (nay thị trấn), nhưng đến cuối năm này, Hoằng Trị lại chia thành 2 sở tham biện: sở tham biện Mỏ Cày (tức cả phần đất cù lao Minh) và sở tham biện Bến Tre.
Năm 1918, tỉnh Bến Tre chia làm 4 quận. Trong đó Quận Mỏ Cày và quận Thạnh Phú nằm ở Cù lao Minh.
Sau ngày 30 tháng 4 năm 1975, huyện Mỏ Cày gồm thị trấn Mỏ Cày và 24 xã: An Định, An Thạnh, An Thới, Bình Khánh, Cẩm Sơn, Đa Phước Hội, Định Thủy, Hòa Lộc, Hương Mỹ, Khánh Thạnh Tân, Minh Đức, Ngãi Đăng, Nhuận Phú Tân, Phước Hiệp, Phước Mỹ Trung, Tân Bình, Tân Phú Tây, Tân Thành Bình, Tân Thạnh Tây, Tân Trung, Thành An, Thạnh Ngãi, Thanh Tân, Thành Thới.
Ngày 14 tháng 3 năm 1984, chia xã Bình Khánh thành hai xã lấy tên là xã Bình Khánh Đông và xã Bình Khánh Tây; chia xã Thành Thới thành hai xã lấy tên là xã Thành Thới A, và xã Thành Thới B.
Đến cuối năm 2008, huyện Mỏ Cày có thị trấn Mỏ Cày (huyện lỵ) và 26 xã: An Định, An Thạnh, An Thới, Bình Khánh Đông, Bình Khánh Tây, Cẩm Sơn, Đa Phước Hội, Định Thủy, Hòa Lộc, Hương Mỹ, Khánh Thạnh Tân, Minh Đức, Ngãi Đăng, Nhuận Phú Tân, Phước Hiệp, Phước Mỹ Trung, Tân Bình, Tân Phú Tây, Tân Thành Bình, Tân Thạnh Tây, Tân Trung, Thành An, Thạnh Ngãi, Thanh Tân, Thành Thới A, Thành Thới B.
Ngày 9 tháng 2 năm 2009, Chính phủ ban hành Nghị định 08/NĐ-CP. Theo đó:
- Thành lập xã Tân Hội thuộc huyện Mỏ Cày trên cơ sở điều chỉnh 731,267 ha diện tích tự nhiên và 6.534 nhân khẩu của xã Đa Phước Hội; 136,4 ha diện tích tự nhiên và 1.555 nhân khẩu của xã Khánh Thạnh Tân.
- Thành lập huyện Mỏ Cày Bắc trên cơ sở tách 11 xã: Thanh Tân, Thạnh Ngãi, Tân Phú Tây, Tân Thành Bình, Thành An, Phước Mỹ Trung, Tân Thanh Tây, Tân Bình, Nhuận Phú Tân, Hòa Lộc, Khánh Thạnh Tân thuộc huyện Mỏ Cày và 2 xã: Hưng Khánh Trung A, Phú Mỹ thuộc huyện Chợ Lách.

Sau khi điều chỉnh địa giới hành chính, huyện Mỏ Cày còn lại 21.988,95 ha diện tích tự nhiên, 166.474 người với 17 đơn vị hành chính cấp xã trực thuộc (gồm 1 thị trấn và 16 xã) và được đổi tên thành huyện Mỏ Cày Nam.

## Chùa
Huyện có chùa Tuyên Linh, thuộc địa phận ấp Tân Quới Đông B (ấp 7), xã Minh Đức được dựng vào năm 1861. Năm 1907, hòa thượng Khánh Hòa cho tu sửa. Năm 1924, chùa mang tên chùa Tuyên Linh. Trong các năm 1941 và 1983, chùa lại tiếp tục được trùng tu và mở rộng. Chùa có pho tượng Hộ pháp bằng đồng cao 0,70 m, ngoài vườn chùa có tháp cổ.

## Con Người Mỏ Cày
- Huỳnh Thành Đạt (sinh ra tại An Định, Mỏ Cày, Bến Tre)
- Giáo Sư Phan Văn Tuộc (Sinh ra và lớn lên tại Mỏ Cày, Bến Tre), cựu học sinh trường phổ thông trung học Chê Guê Va Ra.
- Tiến Sĩ Nguyễn Thị Hồng Đăng (Sinh ra tại Định Thủy, Mỏ Cày, Bến Tre)